# Pionosyllis luquei
Pionosyllis luquei är en ringmaskart som beskrevs av San Martin 1990. Pionosyllis luquei ingår i släktet Pionosyllis och familjen Syllidae. Inga underarter finns listade i Catalogue of Life.